# Septième circonscription de Tokyo
La septième circonscription de Tokyo (東京都第7区, Tōkyō-to dai-nana-ku) est l'une des trente circonscriptions législatives que compte la préfecture métropolitaine de Tokyo.

## Description géographique
Entre 1994 et 2017, la septième circonscription de Tokyo couvrait les arrondissements spéciaux de Shibuya et Nakano.
Entre 2017 et 2022, elle comprenait l'arrondissement de Shibuya et une partie des arrondissements de Shinagawa, Meguro, Nakano et Suginami.
Depuis 2022, elle correspond aux arrondissements de Minato et Shibuya,.

## Députés
| Législature | Début de mandat | Fin de mandat | Député élu             | Parti politique | Parti politique |
| ----------- | --------------- | ------------- | ---------------------- | --------------- | --------------- |
| 41e         | 1996            | 2000          | Shigeru Kasuya (ja)    |                 | PLD             |
| 42e         | 2000            | 2003          | Akira Nagatsuma        |                 | PDJ             |
| 43e         | 2003            | 2005          | Akira Nagatsuma        |                 | PDJ             |
| 44e         | 2005            | 2009          | Fumiaki Matsumoto (ja) |                 | PLD             |
| 45e         | 2009            | 2012          | Akira Nagatsuma        |                 | PDJ             |
| 46e         | 2012            | 2014          | Akira Nagatsuma        |                 | PDJ             |
| 47e         | 2014            | 2017          | Akira Nagatsuma        |                 | PDJ             |
| 48e         | 2017            | 2021          | Akira Nagatsuma        |                 | PDC             |
| 49e         | 2021            | 2024          | Akira Nagatsuma        |                 | PDC             |
| 50e         | 2024            | -             | Akihiro Matsuo (ja)    |                 | PDC             |